# Admiral Capital
Admiral Capital A/S (frem til oktober 2014 Re-Cap A/S) er et dansk børsnoteret selskab.
Firmaet har hovedkvarter i Havnegade i Aarhus.
Storaktionær er den svenske virksomhed Kvalitena Danmark AB.
Admiral Capital ejer danske ejendomme for et milliardbeløb.